# مفوز طيبة
قرية مفوز طيبة هي إحدى القرى التابعة لمركز العدوة بمحافظة المنيا في جمهورية مصر العربية. حسب إحصاءات سنة 2006، بلغ إجمالي السكان في مفوز طيبة 3097 نسمة، منهم 1598 رجلا و1499 امرأة.